# Goudfazant
De goudfazant (Chrysolophus pictus) is een vogel die behoort tot het geslacht van de kraagfazanten in de familie der fazantachtigen. Het oorspronkelijke leefgebied van de goudfazant is het bergachtige westen van China.

## Kenmerken
Het volwassen mannetje is 90-105 cm lang en weegt ongeveer 550 gram. De staart bedraagt ongeveer twee derde van de totale lengte. Karakteristiek voor het mannetje zijn de goudgele kam en goudgele tot gele onderrug. De haan heeft een goudkleurige kop en een donkergroene, met zwart afgezette kraag en lange, goudkleurige met zwart omzoomde nekveren. De buikzijde alsmede de dijen hebben een rode kleur. De binnenste handpennen zijn donkerblauw, de buitenste bruin met zwarte strepen. De geelbruine staart is getekend met onregelmatige zwarte vlekken.
De hen is minder opvallend en lijkt een beetje op het vrouwtje van de gewone fazant, zij het dat ze iets donkerder en slanker is en wat hoger op de poten staat. Verder is de staart van de hen beduidend langer dan die van het wijfje van de gewone fazant en is ze wat geprononceerder gevlekt.
In het voorjaar legt de hen een nest van 5 - 15 eieren. Deze eieren zijn redelijk klein. Nadat de hen al haar eieren gelegd heeft begint ze te broeden. Dit duurt zo'n 22 - 25 dagen. De eerste paar jaren zullen er waarschijnlijk niet veel kuikens overleven. De eerste keren dat de hennen gebroed hebben zijn ze slecht in het grootbrengen van hun kuikens. Vaak zullen ze ook niet lang genoeg op hun eieren blijven zitten waardoor er soms zelfs geen kuikens uitkomen. Na een aantal keer broeden zijn al de foutjes weggewerkt en kan je er zeker van zijn dat de hen goed voor de kuikens zal zorgen. Het mannetje kan wel 15 - 18 jaar oud worden. Het hennetje wordt maximaal 12 jaar.
In België en Nederland is de goudfazant een populaire volièrevogel.

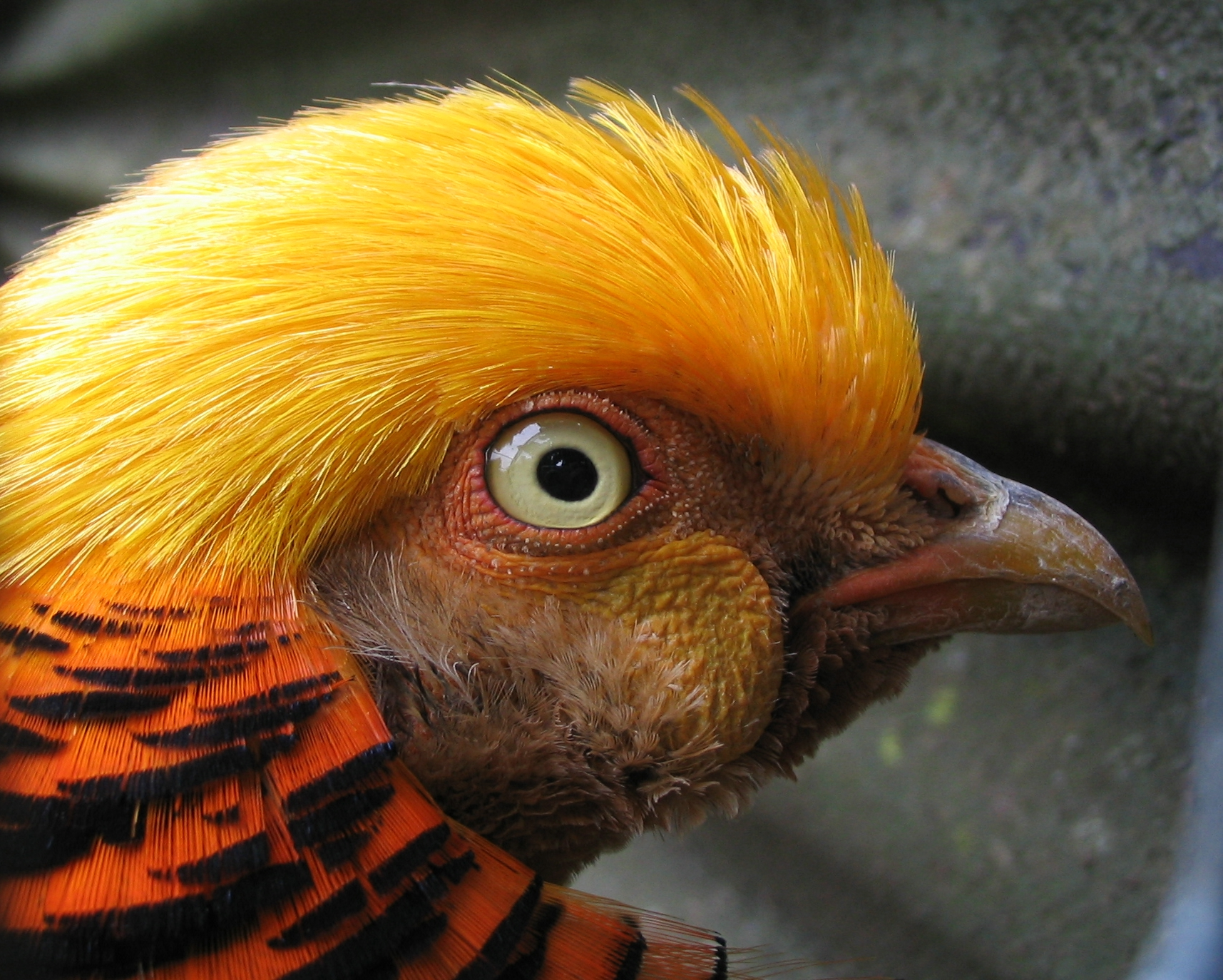
Haan
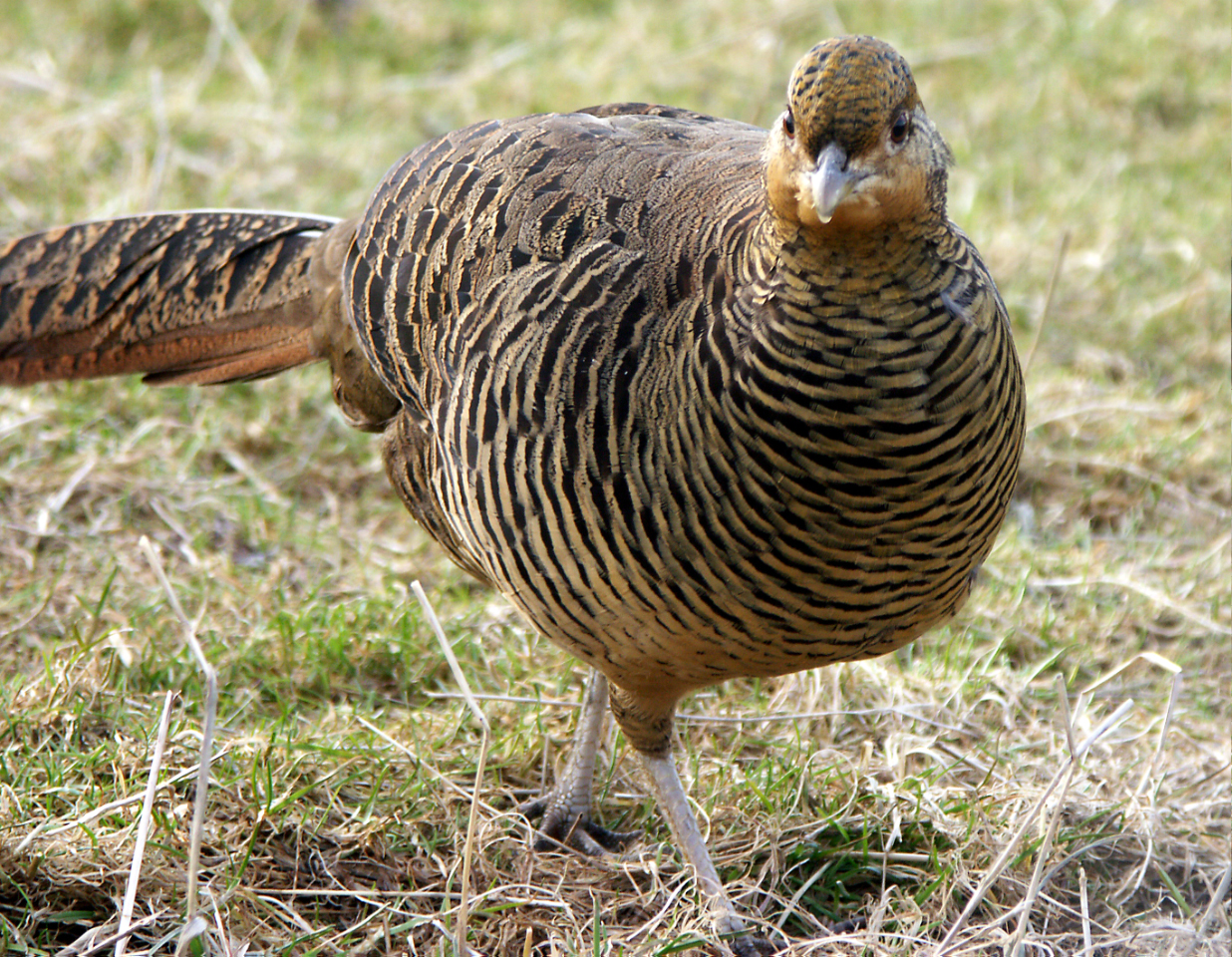
Hen
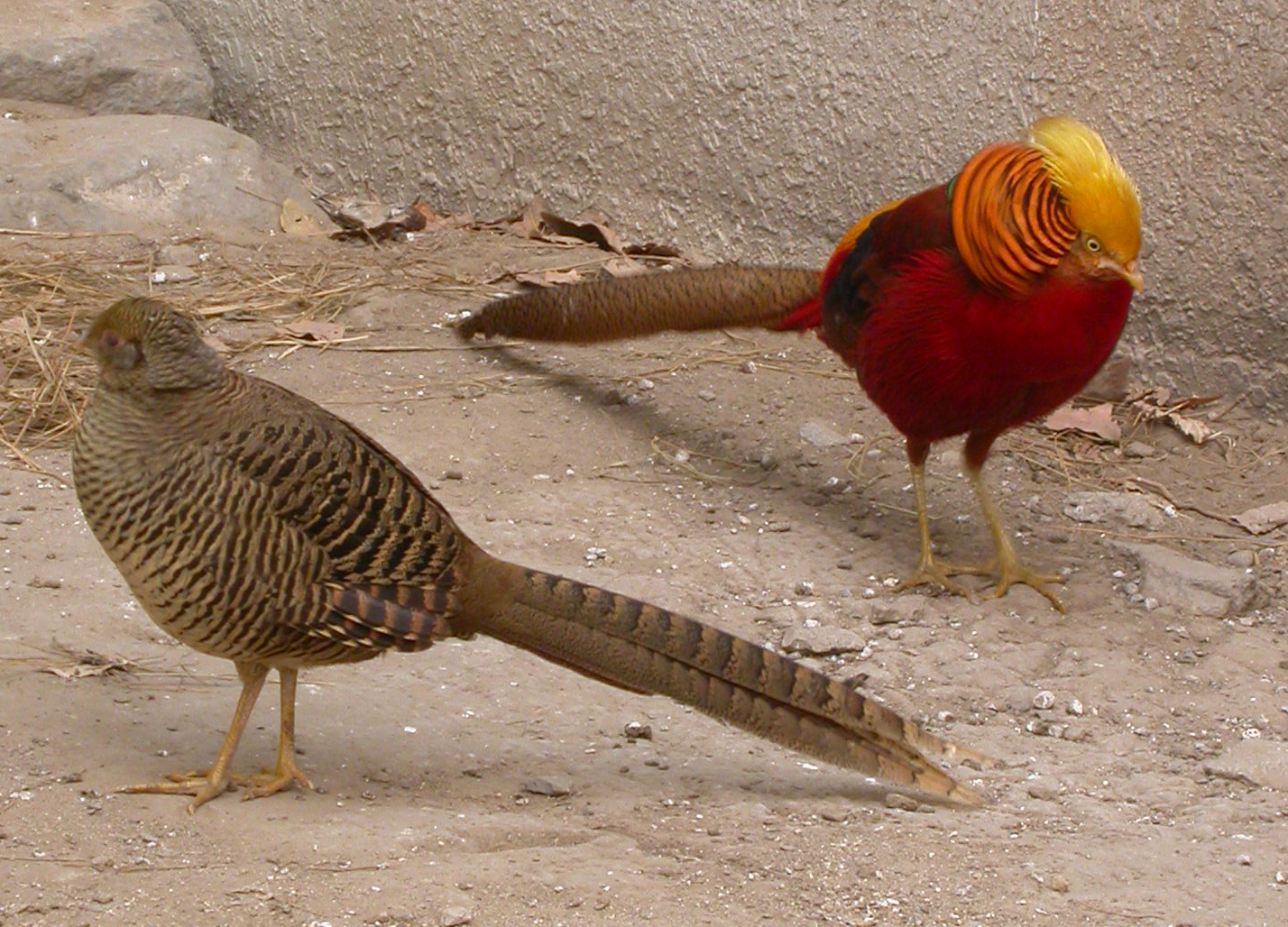
Paar
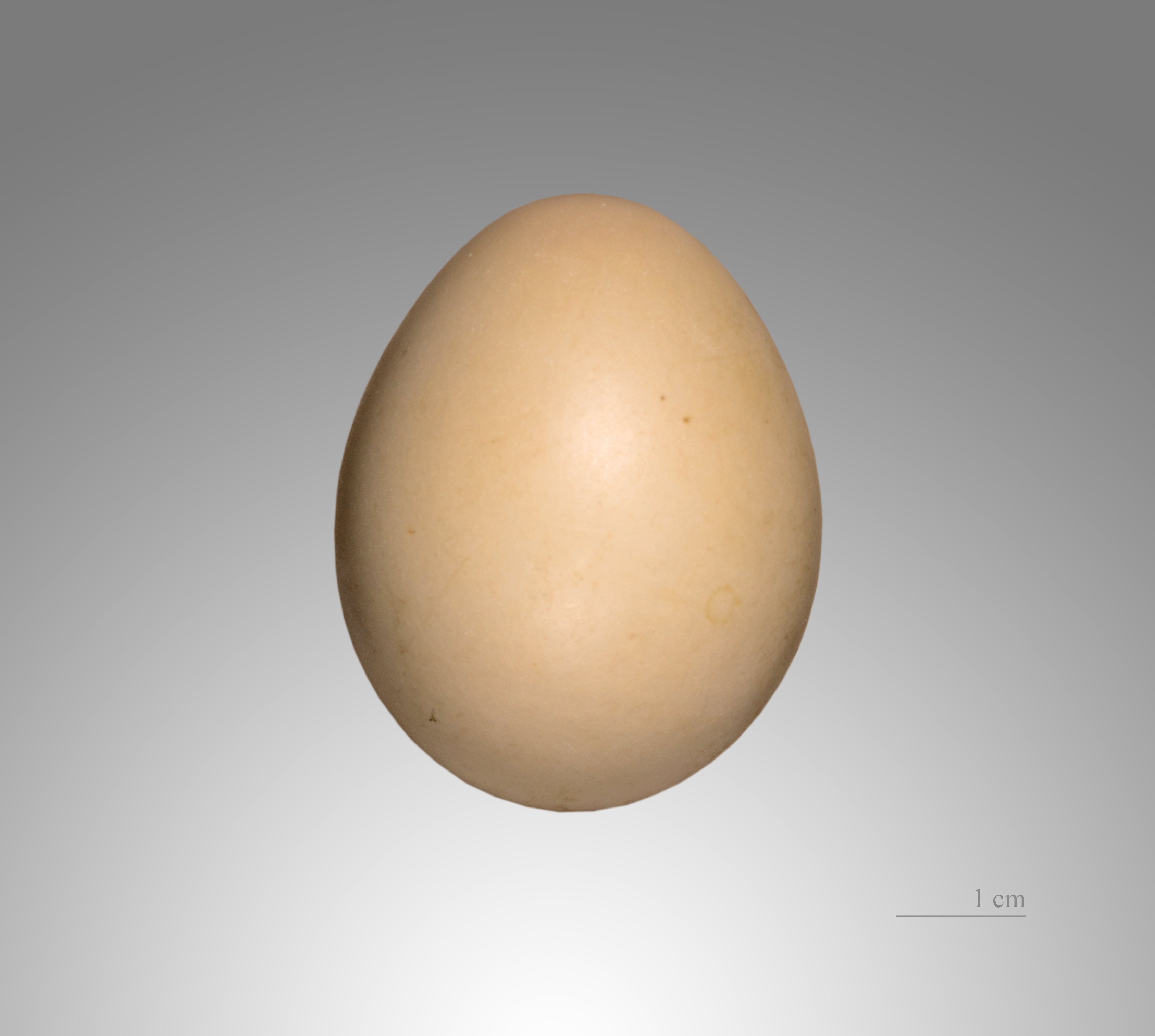
Ei